# Trattato di Corfù
Il trattato di Corfù è stato firmato a Corfù, nel palazzo dell'Achilleion, il 24 giugno 1994 fra gli allora dodici membri dell'Unione europea e la Norvegia, l'Austria, la Finlandia e la Svezia e prevedeva la loro adesione all'Unione europea.

## Titolo formale
"Trattato tra il Regno del Belgio, il Regno di Danimarca, la Repubblica federale di Germania, la Repubblica ellenica, il Regno di Spagna, la Repubblica francese, l'Irlanda, la Repubblica italiana, il Gran Ducato del Lussemburgo, il Regno dei Paesi Bassi, la Repubblica portoghese, il Regno Unito di Gran Bretagna e Irlanda del Nord (Stati membri dell'Unione Europea) e il Regno di Norvegia, la Repubblica d'Austria, la Repubblica di Finlandia, il Regno di Svezia relativo all'adesione del Regno della Norvegia, della Repubblica d'Austria, della Repubblica di Finlandia e del Regno di Svezia all'Unione europea."

## Contesto
Nel 1989 presentò la domanda di adesione l'Austria il 17 luglio, mentre nel 1991 la presentò la Svezia il 1º luglio e nel 1992 la presentarono la Finlandia il 16 marzo e la Norvegia il 25 novembre.
Austria, Finlandia e la Svezia svolsero i negoziati di adesione in seno a conferenze intergovernative a livello ministeriale dal 1º febbraio 1993 al 30 aprile 1994, mentre la Norvegia svolse i negoziati di adesione in seno ad una Conferenza intergovernativa a livello ministeriale dal 5 aprile 1993 al 30 aprile 1994.
La cerimonia della firma avvenne al margine del vertice dell'Unione europea il 24 giugno 1994 e vi presero parte i plenipotenziari dei Governi degli Stati membri dell'Unione europea e quelli dei quattro paesi che chiedevano di aderirvi. Dopo il processo di ratifica il trattato entrò in vigore il 1º gennaio 1995.
La Norvegia, dopo aver già respinto l'adesione alla Comunità europea nel 1972, ripeté il referendum sull'adesione all'Unione europea il 27 ed il 28 novembre 1994 ed anche questa volta i norvegesi dissero no.

## Iter di ratifica
Nella tabella qui sotto sono riportate le date in cui i firmatari del trattato tra il Regno del Belgio, il Regno di Danimarca, la Repubblica federale di Germania, la Repubblica ellenica, il Regno di Spagna, la Repubblica francese, l'Irlanda, la Repubblica italiana, il Gran Ducato del Lussemburgo, il Regno dei Paesi Bassi, la Repubblica portoghese, il Regno Unito di Gran Bretagna e Irlanda del Nord (Stati membri dell'Unione europea) e il Regno di Norvegia, la Repubblica d'Austria, la Repubblica di Finlandia, il Regno di Svezia relativo all'adesione del Regno della Norvegia, della Repubblica d'Austria, della Repubblica di Finlandia e del Regno di Svezia all'Unione europea depositarono presso il Governo italiano i propri strumenti di ratifica:
| Parte contraente | Deposito   |
| ---------------- | ---------- |
| Germania         | 13/10/1994 |
| Austria          | 23/11/1994 |
| Regno Unito      | 29/11/1994 |
| Danimarca        | 07/12/1994 |
| Finlandia        | 09/12/1994 |
| Irlanda          | 15/12/1994 |
| Lussemburgo      | 20/12/1994 |
| Italia           | 21/12/1994 |
| Paesi Bassi      | 21/12/1994 |
| Svezia           | 21/12/1994 |
| Francia          | 27/12/1994 |
| Belgio           | 29/12/1994 |
| Grecia           | 29/12/1994 |
| Portogallo       | 29/12/1994 |
| Spagna           | 30/12/1994 |